# 김미라
김미라(1971년 7월 31일 ~ )는 대한민국의 배우이다.

## 주요 이력
1990년 연극 배우 첫 데뷔 후 1992년 KBS 14기 공채 탤런트로 정식 데뷔하였는데 KBS와 MBC 시험에 동시 합격했으나 먼저 시험을 본 KBS를 선택했다.

## 학력
- 1990년 ~ 1994년 명지대학교 시각디자인학 학사

## 경력
- 1993년 KBS 15기 공채 탤런트

## 출연

### TV 드라마
- 1993년 KBS2 캠퍼스드라마 《내일은 사랑》
- 1995년 KBS2 주말연속극 《젊은이의 양지》 ... 미스 양 역
- 1996년 KBS2 납량특집드라마 《전설의 고향 - 1996년 - 바리데기》
- 1997년 SBS 아침드라마 《당신 뿐인데》 ... 혜원 역
- 1997년 MBC 일일시트콤 《남자 셋 여자 셋》
- 1998년 KBS2 아침드라마 《결혼 7년》
- 2000년 SBS 일요드라마 《메디컬 센터》
- 2001년 EBS1 청소년드라마 《학교 이야기》 ... 선생님 역할로 다수 출연
- 2001년 KBS2 미니시리즈 《미나》 ... 진주 역
- 2001년 KBS2 일일연속극 《여자는 왜?》
- 2002년 KBS2 추석특집극 《첨성대의 달》 ... 미경 역
- 2002년 EBS1 어린이드라마 《TV로 보는 원작동화 - 가장 아름다웠던 여름》 ... 희영 역
- 2003년 KBS2 단막극 《KBS 드라마시티 - 결혼할까요?》 ... 유라 역
- 2004년 KBS2 단막극 《KBS 드라마시티 - 봉메골 산삼소동》 ... 은숙 역
- 2004년 ~ 2005년 KBS1 대하드라마 《불멸의 이순신》 ... 인빈 김씨 역
- 2004년 ~ 2005년 SBS 대하드라마 《토지》 ... 노리코 역
- 2005년 KBS2 《쾌걸춘향》 ... 액세서리 가게 사장 역
- 2006년 KBS2 미니시리즈 《투명인간 최장수》
- 2007년 SBS 미니시리즈 《강남엄마 따라잡기》 ... 최이영 역
- 2007년 KBS2 아침드라마 《착한여자 백일홍》 ... 애란 역
- 2008년 MBC 주말연속극 《천하일색 박정금》 ... 김 경사 역
- 2009년 KBS2 대하드라마 《천추태후》 ... 이설화 역
- 2009년 KBS2 미니시리즈 《미워도 다시 한 번 2009》 ... 이 실장 역
- 2010년 KBS2 미니시리즈 《공부의 신》 ... 김정희 역
- 2013년 MBC 일일연속극 《오로라 공주》 ... 여배우 역 (특별 출연)
- 2013년 KBS2 주말연속극 《왕가네 식구들》 ... 고민숙 역
- 2014년 KBS2 일일연속극 《달콤한 비밀》
- 2015년 MBC 《밤을 걷는 선비》
- 2015년 SBS 드라마스페셜 《마을 - 아치아라의 비밀》 ... 박인선 역
- 2016년 KBS1 대하드라마 《장영실》 ... 엄 상궁 역
- 2016년 KBS2 미니시리즈 《베이비시터》
- 2018년 KBS2 일일연속극 《인형의 집》 ... 의류매장 사장 역 (특별 출연)
- 2019년 KBS2 일일연속극 《왼손잡이 아내》 ... 티파니 / 김홍실 역
- 2019년 SBS 월화드라마 《해치》 ... 대비전 상궁 역
- 2019년 KBS1 일일연속극 《꽃길만 걸어요》 ... 윤정숙 / 윤말숙 역
- 2021년 KBS2 일일연속극 《미스 몬테크리스토》 ... 배순정 역
- 2022년 KBS1 대하드라마 《태종 이방원》... 정 상궁 역
- 2023년 KBS2 일일드라마 《우아한 제국》... 정준희 역
- 2023년 KBS2 주말드라마 《효심이네 각자도생》... 서 마담 / 서현경 역 (특별 출연)

### 영화
- 2006년 《싸움의 기술》 ... 음악 선생 역
- 2006년 《타짜》 ... 아줌마 2 역
- 2008년 《흑심모녀》 ... 부녀회장 역
- 2010년 《내 깡패 같은 애인》 ... 마담 역 (우정 출연)
- 2012년 《타워》 ... 신도들 역
- 2013년 《캐치미》 ... 다이아 김 여사 역 (특별 출연)
- 2015년 《화장》 ... 마케팅 팀원 역
- 2015년 《쎄시봉》 ... 연극 무대 배우 1 역
- 2016년 《굿바이 싱글》 ... 현빈 엄마 역
- 2020년 《슈팅걸스》 ... 선희 모 역
- 2020년 《오케이 마담》 ... 가족 2 역

### 교양
- 1994년 ~ 1999년 KBS1 《긴급구조 119》

### 예능
- 2003년 KBS2 《스타 집현전》 -  2003.03.28 출연

### 유아
- 2000년 KBS2 《혼자서도 잘해요》 - MC (이슬 언니)

### CF
- 1996년 흥농종묘 삼복 꿀수박
- 2001년 웅진코웨이
- 2002년 서울은행
- 2002년 일동제약 아로나민 골드
- 2003년 이루넷 아인스학원
- 2004년 SK커뮤니케이션즈